# ریاح نیکسون

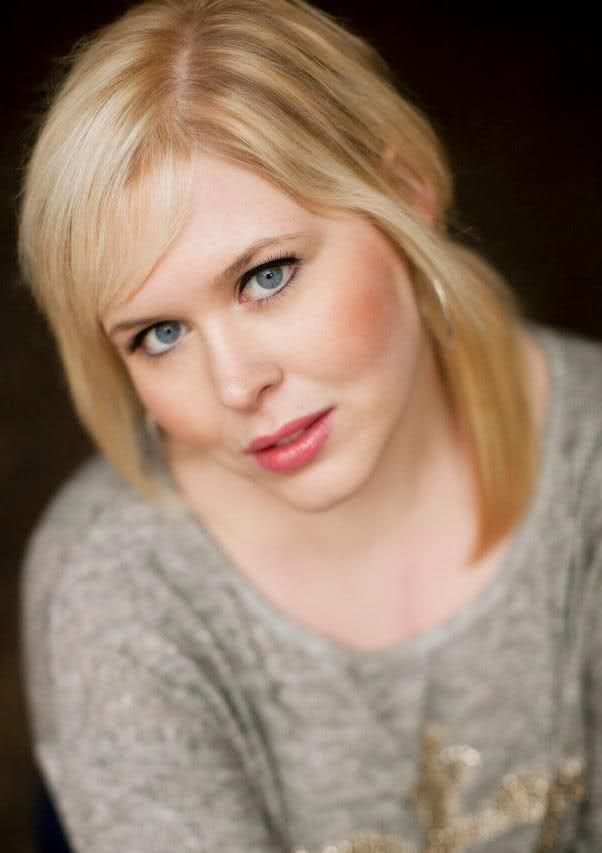

ریاح نیکسون فارغ‌التحصیل دانشکده درام دانشگاه کارنگی ملون است. او اصالتاً اهل سیاتل، واشینگتن است و در دبیرستان روزولت تحصیل کرده‌است. نیکسون در سال ۲۰۰۹ در موزیکال کمپ چربی در NYMF ظاهر شد، و اولین حضور خود را در خارج از برادوی در قسمت دیگری از جنگل با بازی در نقش لورت انجام داد.